# Yulimar Rojas
Yulimar Rojas, född 21 oktober 1995 i Caracas, är en venezuelansk friidrottare.

## Karriär
Yulimar Rojas blev olympisk silvermedaljör i tresteg vid sommarspelen 2016 i Rio de Janeiro och guldmedaljör i samma disciplin vid världsmästerskapen i friidrott 2017.
Vid olympiska sommarspelen 2020 i Tokyo blev Rojas guldmedaljör i tresteg med det nya världsrekordet 15,67 meter. I mars 2022 vid inomhus-VM i Belgrad tog Rojas guld i tresteg och satte ett nytt världsrekord på 15,74 meter. I juli 2022 vid VM i Eugene tog Rojas sitt tredje raka VM-guld i tresteg efter ett hopp på världsårsbästat 15,47 meter.
I augusti 2023 vid VM i Budapest tog Rojas sitt fjärde raka VM-guld efter ett hopp på 15,08 meter.